# Genevieve Longman
Genevieve Longman (Perth, 2 de outubro de 1995) é uma jogadora de polo aquático australiana.

## Carreira
Genevieve Longman formou-se em relações internacionais pela Universidade da Austrália Ocidental e em direito pela Universidade de Tecnologia de Sydney (UTS). Ela jogou como goleira do time UTS em 2024. Em 2019 participou da Universiade de Nápoles com a equipe estudantil australiana e ficou em quinto lugar.
Na seleção, Longman foi goleira reserva atrás de Gabriella Palm em 2022. As australianas ficaram em sexto lugar no Campeonato Mundial em Budapeste. Nos Jogos Olímpicos de Verão de 2024, em Paris, conquistou a medalha de prata no torneio feminino do polo aquático, após confronto na final contra a equipe espanhola.